# Roger Strøm
Roger Strøm (ur. 28 lipca 1966 w Sandefjord) – norweski łyżwiarz szybki, trzykrotny medalista mistrzostw świata.

## Kariera
Pierwszy sukces na arenie międzynarodowej Roger Strøm osiągnął w 1996 roku, kiedy zdobył brązowy medal w biegu na 500 m podczas mistrzostw świata na dystansach w Hamar. W zawodach tych wyprzedzili go jedynie Hiroyasu Shimizu z Japonii oraz Rosjanin Siergiej Klewczenia. Na tym samym dystansie zdobył również srebrny medal na rozgrywanych rok później dystansowych mistrzostwach świata w Warszawie, gdzie przegrał tylko z Japończykiem Manabu Horiim. W 1997 roku wywalczył też srebrny medal podczas sprinterskich mistrzostw świata w Hamar. Rozdzielił tam na podium Siergieja Klewczenię i Caseya FitzRandolpha z USA. Był też między innymi czwarty na sprinterskich mistrzostwach świata w Milwaukee w 1995 roku, przegrywając walkę o medal z Yasunorim Miyabe. Siedmiokrotnie stawał na podium zawodów Pucharu Świata, odnosząc przy tym jedno zwycięstwo: 12 marca 1995 roku w Hamar wygrał bieg na 500 m. Najlepsze wyniki osiągnął w sezonach 1993/1994 i 1994/1995, kiedy zajmował szóste miejsce w klasyfikacji końcowej 500 m. W 1994 roku wziął udział w igrzyskach olimpijskich w Lillehammer, gdzie upadł w biegu na 500 m, a na dwukrotnie dłuższym dystansie był siódmy. Na rozgrywanych cztery lata później igrzyskach w Nagano był dziesiąty na 500 m, a dystans 1000 m ukończył na 34. pozycji. W 1999 roku zakończył karierę.